# Абрикосовий
Абрико́совий — пасажирська зупинна залізнична платформа Донецької дирекції Донецької залізниці. Розташована на західній околиці м. Дебальцеве, Дебальцівська міська рада в напрямку на південь якогось поселення, Донецької області на лінії Вуглегірськ — Дебальцеве між станціями Булавин (3 км) та Дебальцеве (5 км).
Відкрита у 1964 р. Через військову агресію Росії на сході Україні транспортне сполучення припинене, водночас керівництво так званих ДНР та ЛНР заявляло про запуск електропоїзда сполученням Луганськ — Ясинувата, що підтверджує сайт Яндекс.